# Jean Le Poulain
Jean Le Poulain (12 de septiembre de 1924 - 1 de marzo de 1988) fue un actor teatral, cinematográfico y televisivo, además de director teatral, de nacionalidad francesa.

## Biografía
Nacido en Marsella, Francia, se formó como actor en el Cours Simon en París en la misma época que Jacqueline Maillan, obteniendo en 1949 un primer premio en Comedia en el Conservatoire national supérieur d'art dramatique. Además, durante su juventud practicó el rugby, deporte por el cual siempre mantuvo una gran pasión.
Jean Vilar le hizo trabajar en el Teatro Nacional Popular, y en 1952 dio la réplica a Gérard Philipe en la pieza Le Prince de Hombourg, de Heinrich von Kleist, representada en el Teatro de los Campos Elíseos. 
Jean Le Poulain fue ante todo un actor y director de teatro, pero también hizo numerosas actuaciones en el cine y la televisión. Además, fue actor de voz en Le Petit Poucet, de Bertrand Blier (1975).
En 1978 ingresó en la Comédie-Française, siendo miembro de la misma a partir de 1980, y administrador general desde el 1 de septiembre de 1986 hasta su muerte.
En televisión dejó su huella con las emisiones de Au théâtre ce soir, con obras tan notables como Le Noir te va si bien, De doux dingues o Le Minotaure, en las que fue actor, director, o ambas cosas a la vez. También en televisión, en 1974 se le confió un programa de variedades propio, el titulado Le Poulain au galop.
Jean Le Poulain falleció en París, Francia, en 1988. Fue enterrado en el Cementerio de Montmartre de dicha ciudad.

## Teatro

### Actor
- 1947 : Un amour comme le nôtre, de Guy Verdot, Teatro de Poche Montparnasse
- 1949 : L'Habit vert, de Gaston Arman de Caillavet y Robert de Flers, escenografía de Pierre Aldebert, Teatro de Chaillot
- 1949 : Le Glorieux, de Philippe Néricault Destouches,  Teatro de Chaillot
- 1950 : Barabbas, de Michel de Ghelderode, escenografía de Jean Le Poulain y Roger Harth, Teatro de l'Œuvre
- 1950 : L'Amour truqué, de Paul Nivoix, escenografía de Jacques Charon, Teatro de la Potinière
- 1951 : Halte au destin, de Jacques Chabannes, escenografía de Georges Douking, Teatro de la Potinière
- 1951 : Madre Coraje y sus hijos, de Bertolt Brecht, escenografía de Jean Vilar, Teatro de la Cité Jardins de Suresnes
- 1951 : El Cid, de Pierre Corneille, escenografía de Jean Vilar, Teatro de la Cité Jardins de Suresnes
- 1952 : La Puce à l'oreille, de Feydeau, escenografía de Georges Vitaly, Teatro Montparnasse
- 1952 : L'Histoire du Docteur Faust, de Christopher Marlowe, escenografía de Jean Le Poulain, Teatro de l'Œuvre
- 1952 : Robinson, de Jules Supervielle, escenografía de Jean Le Poulain, Teatro de l'Œuvre
- 1953 : Ces messieurs de la Santé, de Paul Armont y Léopold Marchand, Théâtre de Paris
- 1953 : O, mes aïeux !..., de José-André Lacour, escenografía de Jean Le Poulain, Teatro de l'Œuvre
- 1954 : La Puce à l'oreille, de Georges Feydeau, escenografía de Georges Vitaly, Teatro des Célestins
- 1954 : Si jamais je te pince !..., de Eugène Labiche, escenografía de Georges Vitaly, Teatro La Bruyère
- 1955 : Nekrassov, de Jean-Paul Sartre, escenografía de Jean Meyer, Teatro Antoine
- 1955 : Anastasia, de Marcelle Maurette, escenografía de Jean Le Poulain, Teatro Antoine
- 1956 : Le mari ne compte pas, de Roger-Ferdinand, escenografía de Jacques Morel, Teatro Édouard VII
- 1957 : Wako, l’abominable homme des neiges, de Roger Duchemin, escenografía de Jean Le Poulain, Teatro Hébertot
- 1957 : L'École des cocottes, de Paul Armont y Marcel Gerbidon, escenografía de Jacques Charon, Teatro Hébertot
- 1958 : Les Pieds au mur, de Jean Guitton, escenografía de Jean de Létraz, Teatro del Palais-Royal
- 1958 : La Hobereaute, de Jacques Audiberti, escenografía de Jean Le Poulain, Théâtre du Vieux-Colombier
- 1959 : La Punaise, de Vladimir Maïakovski, escenografía de André Barsacq, Teatro de l'Atelier
- 1959 : Cyrano de Bergerac, de Edmond Rostand, escenografía de Jean Le Poulain, Teatro des Célestins, Festival de Bellac
- 1959 : No habrá guerra de Troya, de Jean Giraudoux, escenografía de Jean Marchat, Festival de Bellac
- 1959 : Hamlet, de William Shakespeare, escenografía de Jean Darnel, Anfiteatro de Saintes
- 1959 : Dix Ans ou dix minutes, de Grisha Dabat, escenografía de Jean Le Poulain, Teatro Hébertot
- 1960 : L'Otage, de Paul Claudel, escenografía de Roger Dornes, Festival de Bellac
- 1960 : De doux dingues, de Joseph Carole, escenografía de Jean Le Poulain, Teatro Édouard VII
- 1960 : Tartufo, de Molière, escenografía de Jean Le Poulain, Festival de Bellac
- 1960 : Tartufo, de Molière, escenografía de Roland Piétri, Teatro de los Campos Elíseos
- 1960 : Le Songe du critique, de Jean Anouilh, escenografía del autor, Teatro de los Campos Elíseos
- 1961 : Noche de reyes, de William Shakespeare, escenografía de Jean Le Poulain, Théâtre du Vieux-Colombier
- 1961 : La Grotte, de Jean Anouilh, escenografía del autor y Roland Piétri, Teatro Montparnasse
- 1962 : L'Otage, de Paul Claudel, escenografía de Bernard Jenny, Théâtre du Vieux-Colombier
- 1962 : Le Pain dur, de Paul Claudel, escenografía de Bernard Jenny, Théâtre du Vieux-Colombier
- 1962 : Le Père humilié, de Paul Claudel, escenografía de Bernard Jenny, Théâtre du Vieux-Colombier
- 1964 : Le Minotaure, de Marcel Aymé, escenografía de Jean Le Poulain, Théâtre des Bouffes-Parisiens
- 1964 : Les Escargots meurent debout, de Francis Blanche, escenografía de Jean Le Poulain, Teatro Fontaine
- 1964 : Moumou, de Jean de Letraz, escenografía de Jean Le Poulain, Théâtre des Bouffes-Parisiens
- 1965 : Les Filles, de Jean Marsan, escenografía de Jean Le Poulain, Teatro Édouard VII, Teatro de la Porte Saint-Martin
- 1965 : Pourquoi pas Vamos, de Georges Conchon, escenografía de Jean Mercure, Teatro Édouard VII
- 1965 : La Dame de chez Maxim, de Georges Feydeau, escenografía de Jacques Charon, Teatro del Palais-Royal
- 1967 : Jean de la Lune, de Marcel Achard, escenografía de Jean Piat, Teatro del Palais-Royal
- 1967 : Interdit au public, de Jean Marsan, escenografía de Jean Le Poulain, Teatro Saint-Georges
- 1969 : El burgués gentilhombre, de Molière, escenografía de Jean Le Poulain, Festival de Arlés
- 1969 : Interdit au public, de Jean Marsan, escenografía de Jean Le Poulain, Teatro des Célestins
- 1969 : La Périchole, de Jacques Offenbach, escenografía de Maurice Lehmann, Théâtre de Paris
- 1969 : Le Contrat, de Francis Veber, escenografía de Pierre Mondy, Théâtre du Gymnase Marie-Bell
- 1970 : Noche de reyes, de William Shakespeare, escenografía de Jean Meyer, Teatro antiguo de Fourvière
- 1972 : Barbazul, de Jacques Offenbach, libreto de Henri Meilhac y Ludovic Halévy, escenografía de Maurice Lehmann, Théâtre de Paris
- 1972 : Le Noir te va si bien, de Jean Marsan, escenografía de Jean Le Poulain, Teatro Antoine
- 1972 : Le Saut du lit, de Ray Cooney y John Chapman, Teatro Montparnasse
- 1973 : El burgués gentilhombre, de Molière, escenografía de Jean Le Poulain, Teatro Mogador
- 1974 : El burgués gentilhombre, de Molière, escenografía de Jean Le Poulain, Mai de Versailles
- 1975 : La Grosse, de Charles Laurence, escenografía de Jean Le Poulain, Théâtre des Bouffes-Parisiens
- 1976 : Volpone, de Jules Romains y Stefan Zweig a partir de Ben Jonson, escenografía de Jean Meyer, Teatro antiguo de Fourvière
- 1978 : Miam miam ou le Dîner d'affaires, de Jacques Deval, escenografía de Jean Le Poulain, Teatro Marigny
- 1979 : Dave au bord de mer, de René Kalisky, escenografía de Antoine Vitez, Comédie-Française en el Teatro del Odéon
- 1979 : La Puce à l'oreille, de Georges Feydeau, escenografía de Jean-Laurent Cochet, Comédie-Française
- 1980 : Tartufo, de Molière, escenografía de Jean-Paul Roussillon, Comédie-Française
- 1980 : El burgués gentilhombre, de Molière, escenografía de Jean-Laurent Cochet, Comédie-Française
- 1981 : La Dame de chez Maxim, de Georges Feydeau, escenografía de Jean-Paul Roussillon, Comédie-Française
- 1982 : Le Voyage de monsieur Perrichon, de Eugène Labiche y Édouard Martin, escenografía de Jean Le Poulain, Comédie-Française
- 1987 : Un pour la route, de Harold Pinter, escenografía de Bernard Murat, Comédie-Française en el Festival de Aviñón

### Director
- 1950 : Barabbas, de Michel de Ghelderode, escenografía junto a Roger Harth, Teatro de l'Œuvre
- 1952 : L'Histoire du Docteur Faust, de Christopher Marlowe, Teatro de l'Œuvre
- 1952 : Robinson, de Jules Supervielle, Teatro de l'Œuvre
- 1953 : O, mes aïeux !..., de José-André Lacour, Teatro de l'Œuvre
- 1953 : Eté et fumées, de Tennessee Williams, Teatro de l'Œuvre
- 1953 : Le Piège à l'innocent, de Eduardo Solá Franco, Teatro de l'Œuvre
- 1955 : Anastasia, de Marcelle Maurette, Teatro Antoine
- 1955 : Il y a longtemps que je t'aime, de Jacques Deval, Teatro Édouard VII
- 1956 : La Torre de Nesle, de Frédéric Gaillardet y Alexandre Dumas, Teatro des Mathurins
- 1957 : César y Cleopatra, de George Bernard Shaw, Théâtre de la Ville
- 1957 : Wako, l’abominable homme des neiges, de Roger Duchemin, Teatro Hébertot
- 1958 : La Hobereaute, de Jacques Audiberti, Théâtre du Vieux-Colombier
- 1958 : Le Pain des jules, de Ange Bastiani, Teatro Verlaine
- 1959 : Dix Ans ou dix minutes, de Grisha Dabat, Teatro Hébertot
- 1959 : Cyrano de Bergerac, de Edmond Rostand, Teatro des Célestins, Festival de Bellac
- 1960 : L'Apollon de Bellac, de Jean Giraudoux, Festival de Bellac
- 1960 : Supplément au voyage de Cook, de Jean Giraudoux, Festival de Bellac
- 1960 : Tartufo, de Molière, Festival de Bellac
- 1960 : De doux dingues, de Joseph Carole, Teatro Édouard VII
- 1961 : Noche de reyes, de William Shakespeare, Théâtre du Vieux-Colombier
- 1961 : La puta respetuosa, de Jean-Paul Sartre, Théâtre du Gymnase Marie-Bell
- 1961 : Ocho mujeres, de Robert Thomas, Teatro Édouard VII, Théâtre des Bouffes-Parisiens en 1962
- 1961 : Coralie et Compagnie, de Maurice Hennequin y Albin Valabrègue, Théâtre de la Ville
- 1962 : La Grande Catherine, de George Bernard Shaw, Comédie-Française
- 1962 : L'Idée d'Élodie, de Michel André, Teatro Michel
- 1962 : La Contessa ou la Volupté d'être, de Maurice Druon, Théâtre de Paris
- 1963 : C'est ça qui m'flanqu'le cafard, de Arthur L. Kopit, Théâtre des Bouffes-Parisiens
- 1963 : Léon ou La Bonne Formule, de Claude Magnier, Teatro del Ambigu-Comique
- 1964 : Le Minotaure, de Marcel Aymé, Théâtre des Bouffes-Parisiens
- 1964 : Têtes de rechange, de Jean-Victor Pellerin, Théâtre des Bouffes-Parisiens
- 1964 : Moumou, de Jean de Letraz, Théâtre des Bouffes-Parisiens
- 1964 : Les Escargots meurent debout, de Francis Blanche, Teatro Fontaine
- 1964 : Quand épousez-vous ma femme ?, de Jean Bernard-Luc y Jean-Pierre Conty, Teatro del Vaudeville
- 1965 : Les Filles, de Jean Marsan, Teatro Édouard VII
- 1967 : Interdit au public, de Jean Marsan, Teatro Saint-Georges
- 1969 : Les Italiens à Paris, de Charles Charras y André Gille a partir de Évariste Gherardi, Comédie-Française
- 1969 : El burgués gentilhombre, de Molière, Festival de Arlés
- 1972 : Ocho mujeres, de Robert Thomas, Teatro de la Madeleine
- 1972 : Le Noir te va si bien, de Jean Marsan, Teatro Antoine
- 1972 : Le Saut du lit, de Ray Cooney y John Chapman, Teatro Montparnasse
- 1973 : La Débauche, de Marcel Achard, Teatro de l'Œuvre
- 1973 : El burgués gentilhombre, de Molière, Teatro Mogador
- 1975 : La Grosse, de Charles Laurence, Théâtre des Bouffes-Parisiens
- 1976 : Voyez-vous ce que je vois ?, de Ray Cooney y John Chapman, Teatro de la Michodière
- 1978 : Miam miam ou le Dîner d'affaires, de Jacques Deval, Teatro Marigny
- 1982 : Le Voyage de monsieur Perrichon, de Eugène Labiche y Édouard Martin, Comédie-Française
- 1988 : Le Saut du lit, de Ray Cooney y John Chapman, Théâtre des Variétés

## Filmografía

### Cine
| - 1947 : Les Aventures des Pieds-Nickelés, de Marcel Aboulker - 1959 : Le Bossu, de André Hunebelle - 1959 : Le Signe du Lion, de Éric Rohmer - 1960 : Le Sahara brûle, de Michel Gast - 1961 : Les Livreurs, de Jean Girault - 1962 : L'Empire de la nuit, de Pierre Grimblat - 1962 : Le Gorille a mordu l'archevêque, de Maurice Labro - 1962 : Le Roi du village, de Henri Gruel - 1962 : Les Mystères de Paris, de André Hunebelle - 1962 : Arsène Lupin contre Arsène Lupin, de Édouard Molinaro - 1964 : Les Gorilles, de Jean Girault - 1965 : Le Dix-septième ciel, de Serge Korber - 1968 : Salut Berthe, de Guy Lefranc | - 1968 : Un drôle de colonel, de Jean Girault - 1969 : Et qu'ça saute, de Guy Lefranc - 1969 : Elle boit pas, elle fume pas, elle drague pas, mais... elle cause !, de Michel Audiard - 1970 : Sortie de secours, de Roger Kahane - 1973 : L'Histoire très bonne et très joyeuse de Colinot trousse-chemise, de Nina Companeez - 1973 : Ursule et Grelu, de Serge Korber - 1975 : Divine, de Dominique Delouche - 1975 : L'Ibis rouge, de Jean-Pierre Mocky - 1978 : Je te tiens, tu me tiens par la barbichette, de Jean Yanne - 1981 : Signé Furax, de Marc Simenon |

### Televisión
- 1975 : Le Tour du monde en quatre-vingts jours
- 1979 : La Belle vie, de Jean Anouilh, dirección de Lazare Iglesis
- 1981 : Staline est mort, de Yves Ciampi
- 1983 : Tartufo, de Molière, dirección de Marlène Bertin

#### Au théâtre ce soir
Actor
- 1966 : Interdit au public, de Roger Dornès y Jean Marsan, escenografía de Jean Le Poulain, dirección de Pierre Sabbagh, Teatro Marigny
- 1968 : Azaïs, de Georges Berr y Louis Verneuil, escenografía de Jean Le Poulain, dirección de Pierre Sabbagh, Teatro Marigny
- 1969 : Le Minotaure, de Marcel Aymé, escenografía de Jean Le Poulain, dirección de Pierre Sabbagh, Teatro Marigny
- 1970 : El burgués gentilhombre, de Molière, escenografía de Jean Le Poulain, dirección de Pierre Sabbagh, Teatro Marigny
- 1971 : Fric-frac, de Édouard Bourdet, escenografía de Jean Le Poulain, dirección de Pierre Sabbagh, Teatro Marigny
- 1971 : De doux dingues, de Joseph Carole, escenografía de Jean Le Poulain, dirección de Georges Folgoas, Teatro Marigny
- 1973 : Noche de reyes, de William Shakespeare, escenografía de Jean Le Poulain, dirección de Georges Folgoas, Teatro Marigny
- 1975 : Le noir te va si bien, de Jean Marsan a partir de Saül O'Hara, escenografía de Jean Le Poulain, dirección de Pierre Sabbagh, Teatro Édouard VII
- 1977 : Le Faiseur, de Honoré de Balzac, escenografía de Pierre Franck, dirección de Pierre Sabbagh, Teatro Marigny
- 1978 : Les Deux Timides y Le Misanthrope et l'Auvergnat, de Eugène Labiche y Marc Michel, escenografía de Jean Le Poulain, dirección de Pierre Sabbagh, Teatro Marigny
- 1978 : Volpone, de Jules Romains y Stefan Zweig a partir de Ben Jonson, escenografía de Jean Meyer, dirección de Pierre Sabbagh, Teatro Marigny
- 1978 : Miam miam ou le Dîner d'affaires, de Jacques Deval, escenografía de Jean Le Poulain, dirección de Pierre Sabbagh, Teatro Marigny
- 1984 : El enfermo imaginario, de Molière, escenografía de Jean Le Poulain, dirección de Pierre Sabbagh, Teatro Marigny

Director
- 1972 : Le Don d'Adèle, de Pierre Barillet y Jean-Pierre Grédy, dirección de Pierre Sabbagh, Teatro Marigny
- 1973 : Pétrus, de Marcel Achard, dirección de Georges Folgoas, Teatro Marigny

## Premios
- 1978 : Prix du Brigadier por Le Faiseur, de Honoré de Balzac, théâtre des Variétés